# Lepidodexia gaucha
Lepidodexia gaucha är en tvåvingeart som beskrevs av Guilherme A.M.Lopes 1991. Lepidodexia gaucha ingår i släktet Lepidodexia och familjen köttflugor. Inga underarter finns listade i Catalogue of Life.